# Eudule plurinotata
Eudule plurinotata là một loài bướm đêm trong họ Geometridae.